# 波瑞阿斯冰原島峰
71°18′S 3°57′W / 71.300°S 3.950°W
波瑞阿斯冰原島峰（德語：Boreas），是南極洲的冰原島峰，位於毛德皇后地，處於帕薩特冰原島峰西南面1.6公里，海拔高度220米，由德國探險隊發現，現時由南極條約體系管理。